# Richard Low Drury
Pour les articles homonymes, voir Drury.
Richard Low Drury (2 mai 1863-4 septembre 1915) est un homme politique canadien de la Colombie-Britannique. Il est député provincial libéral de la circonscription britanno-colombienne de Victoria City de 1903 à 1907.
Drury meurt des conséquences du diabète à Victoria en septembre 1915 à l'âge de 52 ans.